# Kenneth McAlpine
Kenneth McAlpine (Chobham, Inglaterra, 21 de setembro de 1920 – 8 de abril de 2023) foi um ex-automobilista britânico nascido na Inglaterra que participou de sete Grandes Prêmios de Fórmula 1 em: 1952-1953 e 1955.
McAlpine morreu em Kent, Inglaterra, aos 102 anos, em 8 de abril de 2023.